# Виробництво ананасів в Кот-д’Івуарі

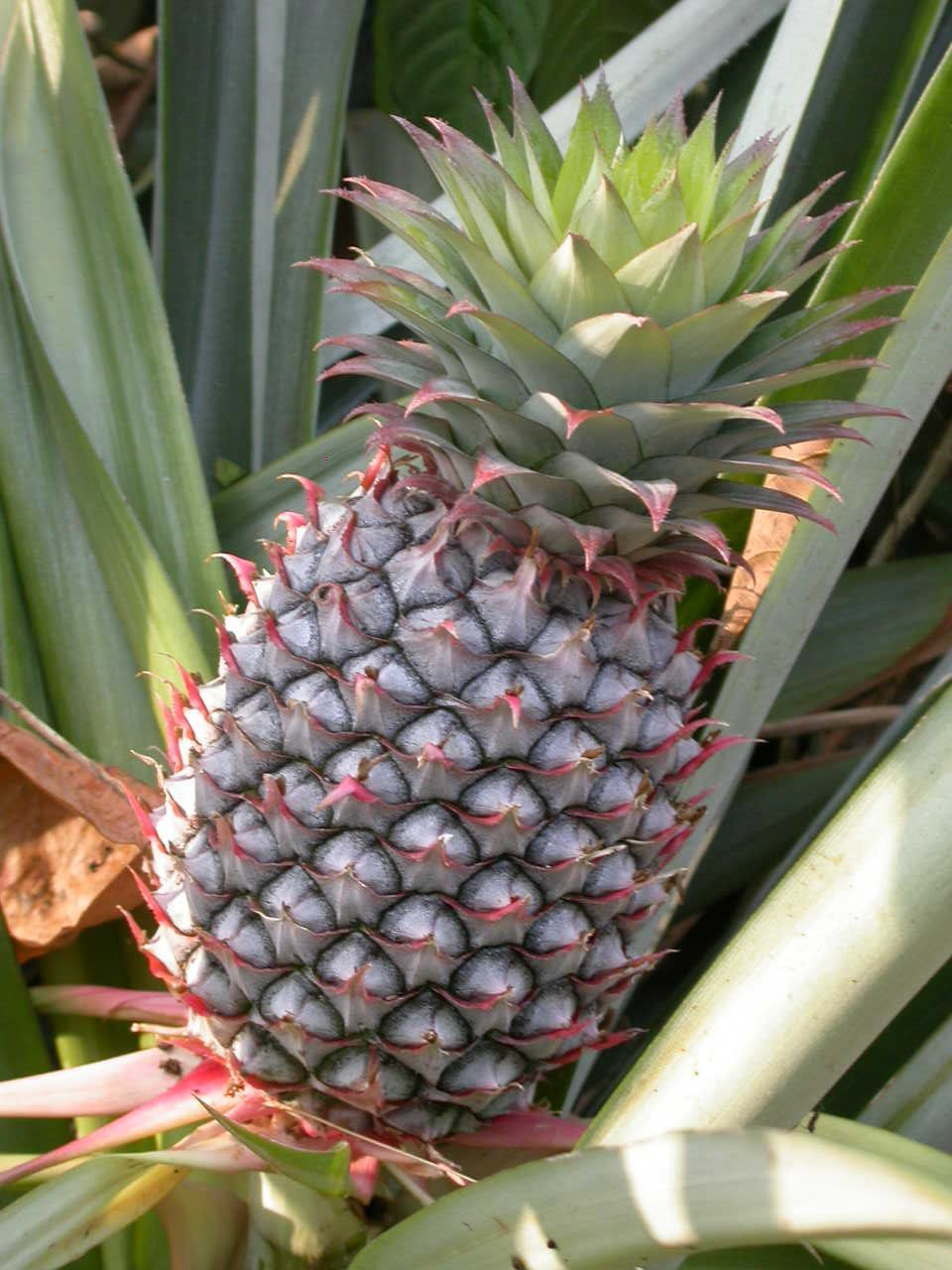
Ананас на своїй батьківській рослині

Кот-д'Івуар домінує у торгівлі свіжими ананасами. Експорт ананасової продукції розпочався в колоніальний період Кот-д'Івуару, коли з іноземною допомогою було створено два переробні заводи.

## Історія
Коли Кот-д'Івуар отримав незалежність, експорт ананасової продукції становив менше ніж половину від експорту бананової продукції. У 1960-х і 70-х роках експорт неухильно зростав, і до початку 70-х років кількість ананасів, що експортуються, перевищила кількість експортованих бананів. У 1980-х роках Таїланд почав конкурувати з Кот-д'Івуаром, що призвело до падіння світових цін на ананаси. Економічні реформи в Кот-д'Івуарі призвели до скорочення субсидій для кількох державних підприємств та закрили інші, включаючи Corfruitel, напівдержавний орган, який відповідає за збут фруктів, таких як ананаси та банани. У той час більша частина експорту ананасів припадала на консервовані ананаси та ананасовий сік. З зазначених вище причин експорт цих двох продуктів до 1990 практично припинився.
У цей час значна частина івуарійської ананасової промисловості перейшла на виробництво свіжих ананасів. В результаті цього, дуже вигідного кроку країна почала експортувати ананаси в Європу морським вантажем, використовуючи ті ж рефрижераторні вантажні судна, які використовувалися для перевезення бананів. Тоді Кот-д'Івуар квазі-монополізував світовий ринок свіжих ананасів, хоча зараз країна вже не має такого статусу так, як Коста-Рика, Гондурас, Гана та інші країни почали нарощувати своє виробництво в даній галузі .

## Сільське господарство та виробництво
Кот-д'Івуар — провідний постачальник ананасів у Європі, поставляючи понад 200000 тонн свіжих фруктів на рік, займає понад 60% європейського ринку ананасів. На світовому ринку Кот-д'Івуар посідає друге після Коста-Рики місце, а разом ці дві країни виробляють понад 50% ананасів світу  .

## Продукти

### Cristelor
У 1983 році компанія «Société fruitière du Bandama» створила популярний напій «Cristelor». Напій описується як фр. delice d'ananas petillant («ніжний ананасовий делікатес»), у народі називається «ананасове шампанське». Директор компанії Жан Конан Банни, заявив, що ідея прийшла до нього, коли він подумав зробити вино з ананасів. Також він запропонував алкогольну версію напою.

## Дослідження
У 1987 році вчені з Науково-дослідного інституту з питань відновлюваної енергії (IREN) вивчали методи виробництва етанолу з ананасів у Кот-д'Івуарі.